# Honda RA099
Der Honda RA099 war der renntaugliche Prototyp eines Formel-1-Rennwagens von Honda, mit dem zwischen 1998 und 1999 umfangreiche Testfahrten unternommen wurden. Ziel war es, Erfahrungen im aktiven Betrieb eines Formel-1-Rennwagens für den eventuellen Wiedereinstieg mit einem Werksteam in der Saison 2000 zu sammeln.

## Entstehungsgeschichte
Der Honda RA099 entstand unter Schirmherrschaft des damaligen Honda-CEO Nobuhiko Kawamoto, der die Zeit für einen Wiedereinstieg in die Formel 1 nicht nur mit eigenen Motoren, sondern auch mit einem Werksteam gekommen sah. Honda etablierte Mitte 1998 in Surrey, Großbritannien eine Fabrik und gründete als Dachgesellschaft die Honda Racing Developments (HRD), unter der die Tätigkeiten in der Fahrzeugentwicklung gebündelt vorangetrieben werden sollten. Bereits seit den frühen 1990er-Jahren hatte Honda vereinzelt Formel-1-taugliche Rennwagen konstruiert und getestet, die jedoch nie bei Rennen eingesetzt wurden – 1993 fiel insbesondere der Honda RC100 durch seine Ausgereiftheit und Professionalität im Design auf, obwohl es laut Honda nur ein einfaches Freizeitprojekt von Honda-Ingenieuren gewesen sei. Für die HRD rekrutierte Honda viele ehemalige Tyrrell-Ingenieure, darunter auch den langjährigen Chefdesigner Harvey Postlethwaite, der in der Vergangenheit zahlreiche erfolgreiche Fahrzeuge entwickelt hatte und treibende Kraft des Projektes werden sollte. Mitte 1998 wurde er von Honda als Technischer Leiter für das Projekt berufen.
Da Honda Racing Developments nicht über die notwendige Infrastruktur verfügte, wurden im Herbst 1998 insgesamt sechs Chassis bei Dallara in Auftrag gegeben und produziert, von denen vier renntauglich waren. Für die Motorisierung wurde der Zehnzylindermotor MF-301HC des Partnerunternehmens Mugen-Honda eingesetzt, der auch in der laufenden Formel-1-Saison als Kundenmotor bei Jordan zum Einsatz kam. Weitere technische Komponenten wie das Sechsganggetriebe wurden von Honda selbst entwickelt. Auffällig an der Radaufhängung war die Befestigung des vorderen Querlenkers an einem Doppelkiel, mit der Honda eine wegweisende technische Entwicklung vorwegnahm, die später zum Standard bei allen Formel-1-Teams wurde.
Trotz vielversprechender Testergebnisse mehrten sich Anfang 1999 aus finanziellen Gründen die kritischen Stimmen im Honda-Management. Der neue Honda-CEO Hiroyuki Yoshino teilte den Formel-1-Enthusiasmus seines Vorgängers zunächst und betonte, 2000 mit einem Werksteam unter der Führung des erfahrenen Ex-Formel-1-Piloten Satoru Nakajima an den Start gehen zu wollen. Als Fahrer sollten Jos Verstappen sowie der von Honda geförderte Toranosuke Takagi verpflichtet werden. Im Hintergrund liefen jedoch Verhandlungen mit British American Racing (BAR) über eine technische Partnerschaft, die das Aus für das Honda-Werksteam bedeutet hätte, und die sich im Laufe des Frühjahrs 1999 konkretisierten. Dieser Weg wurde auch vom einflussreichen US-amerikanischen Tochterkonzern American Honda Motor Company unterstützt.
Um die drohende Einstellung des Projekts abzuwenden, bot Postlethwaite im März 1999 dem Mutterkonzern an, HRD zu übernehmen und die RA099 in der Saison 2000 in einem von ihm geführten privaten Team einzusetzen. Die Motorisierung sollte von Honda gestellt werden. In dieser Phase der Unsicherheit erlitt Postlethwaite im April 1999 während Testfahrten in Barcelona einen Herzinfarkt, dessen Folgen er erlag. Offiziell beendete Honda im Hinblick darauf im Mai 1999 das HRD-Projekt, insgeheim war jedoch bereits vor Postlethwaites Tod die Entscheidung im Management getroffen worden, dass ein schrittweiser Einstieg mit BAR sowohl günstiger als auch effektiver sein würde, als ein eigenes Werksteam an den Start zu bringen. Diese Ankündigung traf im Formel-1-Umfeld auf weitreichende Kritik – Ron Dennis warf Honda „Unprofessionalität“ vor.

## Testfahrten

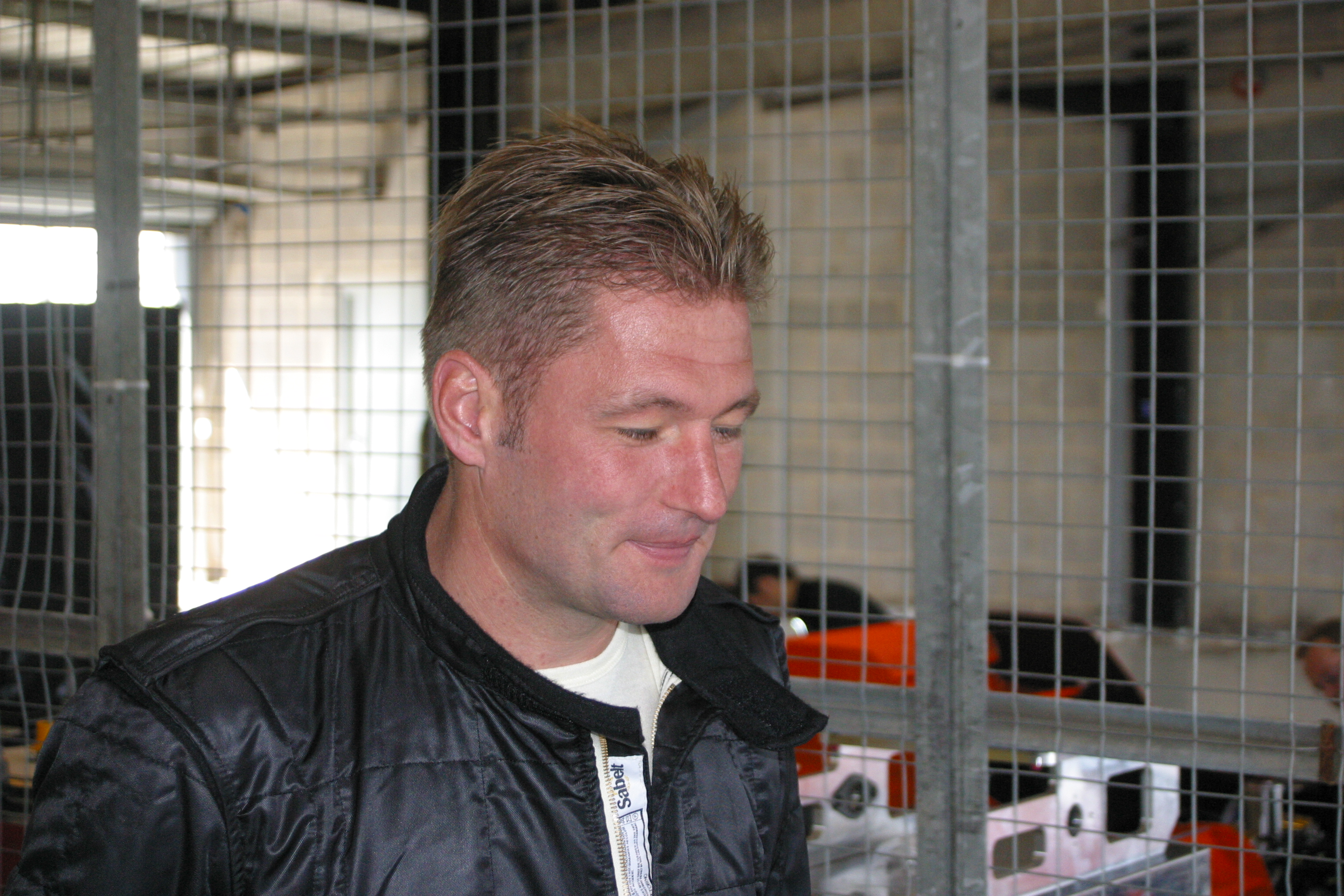
Jos Verstappen, 2005

Zwischen Dezember 1998 und dem Mitte 1999 testeten der Niederländer Jos Verstappen und vereinzelt der Franzose Nicolas Minassian die RA099 auf mehreren Rennstrecken. Die erste Ausfahrt erfolgte am 15. Dezember 1998 auf dem Autodromo Riccardo Paletti in Varano de’ Melegari, Italien. Teilweise ließ HRD die RA099 im direkten Duell mit den BAR 01 von British American Racing antreten, die Tyrrell Ende 1997 übernommen hatten und daher als direkte Konkurrenz gesehen werden konnten. Der Honda-Bolide setzte sich teils deutlich gegen die BAR-Wagen durch – Jos Verstappen bezeichnete den RA099 im Februar 1999 als ein „großartiges“ Fahrzeug.

## Lackierung und Sponsoring
Da ein Einstieg zur Formel-1-Saison 2000 zwar vorgesehen, jedoch nicht garantiert war, schloss Honda keine vorzeitigen Sponsorenverträge ab. Dementsprechend erschienen die RA099 zum Anfang der Tests komplett in weiß und nur mit der Aufschrift „Honda“ in schwarz. Später wurden rote Akzente hinzugefügt und die Wagen symbolisch mit der derzeit höchsten Startnummer 99 geführt, die auch für das Testjahr 1999 stand.

## Nachwirkungen
Der RA099 zeigte sich während des kompletten Testzeitraums als ein durchaus konkurrenzfähiges Fahrzeug. Honda verkaufte die Wagen jedoch an keine Interessenten – auch British American Racing, mit dem Honda eine extensive technische Kooperation anstrebte, entwickelte den BAR 002 für die Saison 2000 eigenständig. Der Einstieg von Honda erfolgte ebenda ab 2000 allein auf Basis der Motorisierung. Über die Jahre erweiterte Honda sein Engagement jedoch immer weiter und kaufte schließlich Ende 2005 das BAR-Team, um es in der Saison 2006 als Honda Racing F1 an den Start zu bringen.
Die Chassis sollen sich noch immer im Besitz von Honda befinden. 2021 wurde im Honda-Firmensitz in Tokio im Zuge einer Werbekampagne ein RA099 von Jos Verstappen neben dem Honda-motorisierten Red Bull Racing RB15 seines Sohnes Max Verstappen aus dem Jahr 2019 ausgestellt.